# Modulär form
Inom matematiken är en modulär form en (komplex) analytisk funktion i övre halvplanet som satisfierar en viss funktionalekvation med avseende på gruppverkan av modulära gruppen, samt satisfierar ett visst krav på tillväxten.  Teorin om modulära former är en del av komplex analys. Modulära former är viktiga inom talteori och förekommer även inom algebraisk topologi och strängteori.

## Modulära former för SL2(Z)
En modulär form av vikt k för modulära gruppen
{\displaystyle SL(2,\mathbf {Z} )=\left\{\left({\begin{array}{cc}a&b\\c&d\end{array}}\right),a,b,c,d\in \mathbf {Z} ,ad-bc=1\right\}}
är en komplexvärd funktion f  i övre halvplanet H = {z ∈ C, Im(z) > 0},  som satisfierar följande tre krav: för det första är f en analytisk funktion över H. För det andra gäller för alla z i H och en godtycklig matris i SL(2,Z) ekvationen
{\displaystyle f\left({\frac {az+b}{cz+d}}\right)=(cz+d)^{k}f(z).}
För det tredje bör f vara analytisk då z → i∞. Vikten k är vanligen ett positivt heltal.
Det andra kravet, med matriserna {\displaystyle S=\left({\begin{array}{cc}0&-1\\1&0\end{array}}\right)} och {\displaystyle T=\left({\begin{array}{cc}1&1\\0&1\end{array}}\right)}, är
{\displaystyle f(-1/z)=z^{k}f(z)\,}
och
{\displaystyle f(z+1)=f(z)\,}.
Eftersom S och T genererar modulära gruppen SL(2,Z) är det andra kravet ovan ekvivalent till dessa två ekvationer. Notera att eftersom 
{\displaystyle f(z+1)=f(z)}
är modulära funktioner  periodiska funktioner med period 1 och har härmed en Fourierserie.
Notera att för udda k kan bara 0 satisfiera det andra kravet.

## Exempel
Funktionen som är konstant lika med noll är en modulär form av vikt k för alla tal k.
Varje konstant funktion är en modulär form av vikt 0.
Dedekinds etafunktion definieras som
{\displaystyle \eta (z)=q^{1/24}\prod _{n=1}^{\infty }(1-q^{n}),\ q=e^{2\pi iz}.}
Då är den modulära diskriminanten Δ(z) = η(z)24 en modulär form av vikt 12.

## Automorfa faktorer och andra generaliseringar
Modulära former kan generaliseras genom att tillåta existensen av en funktion {\displaystyle \varepsilon (a,b,c,d)} med {\displaystyle \left|\varepsilon (a,b,c,d)\right|=1} så att
{\displaystyle f\left({\frac {az+b}{cz+d}}\right)=\varepsilon (a,b,c,d)(cz+d)^{k}f(z).}
Funktioner av formen {\displaystyle \varepsilon (a,b,c,d)(cz+d)^{k}} är kända som automorfa faktorer.
En annan generalisering är Hilbert-modulära former. Ytterligare en generalisering är Siegel-modulära former.